# El Mirador (España)
El Mirador es una pedanía del municipio de San Javier, en la comunidad autónoma de Murcia en España. Situada al norte del municipio, colinda con: La Grajuela (San Javier) y Las Pachecas (San Pedro del Pinatar).

## Historia
El topónimo de El Mirador ya aparece en estadísticas del siglo XVI y XVIII, descrito como un caserío, llamado así quizás por quedar en una de las áreas más llanas del campo Norte de San Javier.
La historia de esta población gira en torno a la construcción en 1779 de su ermita, dedicada a la Virgen del Rosario. Sabemos que Pascual Sánchez, vecino de Tarquinales y Ana Martínez, del Pago del Junco, hicieron una petición al obispado de Cartagena para poder construir este templo. Estos propietarios alegaban que siendo vecinos de Tarquinales y El Mirador, además de otros pequeños caseríos aislados, tenían dificultad para asistir todos los días de precepto a la parroquia de San Javier, especialmente en época de siega u otras labores agrícolas.
Ana Martínez, una vez obtenida la licencia eclesiástica, le proporcionó a la ermita una imagen de la Virgen del Rosario, que se convertiría en la advocación titular del pequeño templo. Curiosamente la ermita siempre se conoció como ermita de Tarquinales, y fueron vecinos de esta localidad los que colaboraron en sus ampliaciones.

## Fiestas
Se celebran en el mes de septiembre, con la festividad en honor a la patrona de la Virgen del Rosario.

## Servicios

### Salud
Dispone de un consultorio, que atiende a los vecinos de la localidad, además de un centro social de mayores.

### Cultura
El servicio municipal de bibliobús atiende a la población los miércoles.

## Transporte y comunicaciones

### Principales carreteras
- RM-F23  San Cayetano/El Mirador
- RM-F24  Santiago de la Ribera/El Mirador/Lo Romero (San Pedro del Pinatar).

### Autobús
El servicio de viajeros por carretera del municipio se engloba dentro de la marca Movibus, el sistema de transporte público interurbano de la Región de Murcia (España), que incluye los servicios de autobús de titularidad autonómica.
| Línea | Recorrido                                       | Operador       |
| ----- | ----------------------------------------------- | -------------- |
| 48B   | San Pedro del Pinatar - El Mirador - San Javier | ALSA (TUCARSA) |

## Medio ambiente
Actualmente, existe un proyecto para instalar una central de biometano en el pueblo, que cuenta con el rechazo de la población.